# Lijst van afleveringen van Checkpoint (seizoen 11)
Dit is een lijst van afleveringen van Checkpoint van seizoen 11. In de schema's staan de gestelde vraagstukken aangegeven, de getrokken conclusie en notities van de test.

## Inleiding
Seizoen elf van Checkpoint gaat van start op 9 januari 2016.
Dit seizoen kent vele nieuwe gezichten. Na tien seizoenen heeft presentator Klaas van Kruistum het programma verlaten wegens zijn overstap naar KRO-NCRV. Zijn plaats wordt ingenomen door Rachel Rosier, die met dit programma haar vuurdoop maakt als presentator op televisie. Ook in het testteam vinden veranderingen plaats. Ghino, het laatste testteamlid dat er vanaf seizoen 1 bij zit, heeft dit seizoen de groep verlaten, evenals Tom. Hun plaatsen worden ingenomen door Sem en Tim. Bij de meiden verlaten Luara en Myrthe de groep en vullen Carlijn, Shaniqua en Saritha het aan. Hiermee wordt het aantal testteamleden omhoog gebracht van negen naar tien: vijf jongens en vijf meiden.
Ook de rubrieken worden op de schop genomen. Er worden vier nieuwe rubrieken geïntroduceerd, te weten Wat is sneller, Bom van de Week, Koppen of Bukken en Hoogvliegen. Ook in dit seizoen gehandhaafd zijn de Jongens vs Meiden en net als eerder in seizoen 7 en 9 strijden de testteamleden ook in seizoen 11 weer tegen een aantal buitenlanden.

## Samenstelling testteam
- Carlijn Droppert
- Remy Hogenboom
- Dzifa Kusenuh
- Pien Maat
- Sem Peelen
- Saritha Rosaly
- Shaniqua Devine
- Tim Schouten
- Pascal Tan
- Dave Wai

## Afleveringen

### Aflevering 1
Uitzenddatum: 9 januari 2016

#### Wat is sneller? → Domino of Vuur
| Product 1                | Product 2    | Sneller      | Notities |
| ------------------------ | ------------ | ------------ | --- |
| Een bakstenen dominolijn | Benzinespoor | Benzinespoor | In het eerste item van het nieuwe seizoen werd er over een gelijkmatige afstand een dominolijn van bakstenen en een benzinespoor uitgezet. Deze werden in gang gezet om te kijken welke sneller was. Dit bleek duidelijk het benzinespoor te zijn. |

#### Auto-Proof
In deze test werden schuilplaatsen uitgetest voor het geval er een vliegende auto uit de lucht komt storten.
| Methode         | Notities |
| --------------- | --- |
| Winkelwagentje. | Bij deze deeltest werd gekeken of je veilig was onder een winkelwagentje als je tijdens het boodschappen doen wordt overvallen door een vallende auto. Een testpop werd onder een winkelwagentje gezet en een testauto werd met een hijskraan opgetakeld en gedropt. Het winkelwagentje bleek niet bestand tegen de impact van de vallende auto en de testpop overleefde het dan ook niet. |
| Tuinhuisje.     | De tweede poging werd met een tuinhuisje gedaan. De testauto werd opnieuw opgehesen en gedropt, dit keer met de testpop in het tuinhuisje. Het tuinhuisje ging compleet aan gruzelementen en de testpop overleefde ook dit keer de impact niet. |
| Andere auto.    | Als laatste werd er getest of je veilig zou zijn in of onder een andere auto. Hiervoor werd er zowel in als onder een auto een testpop gelegd. De testauto werd weer opgetakeld en gedropt. De testpop onder de auto werd onthoofd en zou het absoluut niet overleefd hebben. Het exemplaar in de auto overleefde het daarentegen wel.                                                     |

#### Jongens vs Meiden → Ontwijken
| Uitdaging                                                                       | Winnaar  | Notities |
| ------------------------------------------------------------------------------- | -------- | --- |
| Knokkelen.                                                                      | Jongens  | Bij de eerste ronde gingen de jongens en de meiden elk tien keer knokkelen met de tegenpartij en de bedoeling was om zo veel mogelijk aanvallen te ontwijken. De jongens ontweken uiteindelijk drie aanvallen, de meiden twee. |
| Radiografisch bestuurbaar autootje met worst buiten bereik van een hond houden. | Meiden   | Centrale onderwerpen van deze tweede deeltest waren een radiografisch bestuurbaar autootje met een worst erop en een hond. De jongens en de meiden moesten het radiografisch bestuurbaar autootje besturen en er zo lang mogelijk voor zorgen dat de hond de worst niet zou grijpen. De jongens gingen als eerste, zij waren reeds na 18 seconden af. De meiden konden de worst daarentegen 48 seconden buiten bereik van de hond houden.                                                      |
| Paintballspel.                                                                  | Jongens  | De finale van deze J/M-test bestond uit een paintballspel, waar twee schutters met paintballgeweren op de testteamleden zouden schieten. In het veld lagen drie vlaggen die verzameld moesten worden. De bedoeling was om deze vlaggen te veroveren en daarbij zo min mogelijk geraakt te worden door de schutters. De meiden gingen als eerste en zij werden 29 keer geraakt. De jongens werden 28 keer geraakt en met deze ene treffer verschil beslisten ze de totaalwinst in hun voordeel. |
| Uiteindelijke winnaar.                                                          | Jongens. | Eindstand: 2-1. Getrokken conclusie: de jongens zijn de beteren met ontwijken. |

#### Bom van de Week → Matras
| Onderwerp | Notities |
| --------- | --- |
| Matras.   | In dit testje werd gekeken of een matras de klap van een bom dermate kan absorberen dat er zo min mogelijk gewonden zouden vallen. Om het matras stond een serie piepschuimen testpoppen opgesteld die een indicatie zouden geven in hoeverre dit lukte. Bij het afgaan van de bom werden er drie paspoppen geraakt. |

### Aflevering 2
Uitzenddatum: 16 januari 2016

#### Winnen met voetbal
In dit item werden methoden uitgetest om een voetbalwedstrijd tegen selectiespelers toch te winnen als men de sport zelf niet vaardig is. De deeltests werden gedaan door zowel een drietal testteamleden als een drietal selectievoetballers tegen elkaar te laten voetballen in complicerende omstandigheden.
| Methode           | Eindstand | Notities |
| ----------------- | --------- | --- |
| Duizeligheid.     | 0-3       | De eerste methode die werd uitgetest, was duizeligheid. Presentatrice Rachel liet de testteamleden en de selectiespelers om beurten 20 rondjes draaien, waardoor ze duizelig werden. Direct daarna moest er in deze duizelige toestand een penalty getrapt worden. De onderlinge duizeligheid leidde niet tot het gewenste resultaat; de testteamleden gingen bij deze penaltyreeks met 0-3 hopeloos ten onder. |
| Verminderd zicht. | 3-1       | Als tweede werd er een visuele handicap toegepast bij beide partijen, door een verrekijker omgekeerd op het gezicht van alle spelers te zetten. Vervolgens werd er een partij van 5 minuten gespeeld. Met een eindstand van 3-1 slaagden de testteamleden erin de selectiespelers te verslaan. |
| Stroomstoten.     | 2-4       | De laatste poging was met schokbanden. Er werd een partij van 3 minuten gespeeld, waarbinnen zowel testteam als selectie 10 keer de kans kregen om de tegenpartij een stroomstoot te geven. Het testteam verloor echter met 4-2. Geconcludeerd werd dat de grootste winkansen bereikt zouden worden met de visuele handicap zoals toegepast in de tweede deeltest.                                              |

#### Slijptol Wagen
| Onderwerp                                       | Notities |
| ----------------------------------------------- | --- |
| Slijptol als automatische bowlingbal gebruiken. | Bij dit item was er een slijptol verwerkt in de bouw van een kleine wagen. Deze slijptolwagen kon dienstdoen als automatische bowlingbal. Hiervoor werden er een serie colaflessen als pins opgesteld en werd de slijptolwagen erop losgelaten. Het bleek goed te werken. |

#### Jongens vs Meiden → Gooien en Smijten
| Uitdaging                                      | Winnaar  | Notities |
| ---------------------------------------------- | -------- | --- |
| Televisietoestellen stuksmijten met bakstenen. | Meiden   | Er stonden een aantal televisietoestellen opgesteld die de testteamleden moesten stuksmijten met bakstenen. Om beurten kregen de jongens en de meiden een baksteen om te trachten een televisie kapot te smijten. De meiden kwamen als winnaar uit de bus. |
| Ballonnen met spiritus in een vuur gooien.     | Jongens  | De jongens en de meiden kregen elk één minuut de tijd om zo veel mogelijk ballonnen met spiritus in een vuur te gooien. Degene die de meeste steekvlammen zou krijgen, zou winnen. De jongens gingen als eerste en zij scoorden 8 steekvlammen, de meiden hadden er 7. |
| Afval in blikvangers gooien.                   | Jongens  | Bij de finale van de jongens/meidentest Gooien en Smijten werden de testteamleden aan de zijkant van een auto vastgezet met een hoeveelheid afval. De auto reed een parcours, waarlangs blikvangers stonden opgesteld. De bedoeling was om zo veel mogelijk afval in de blikvangers te werpen. De jongens gingen als eerste en zij gooiden 7 stukken afval in de blikvangers. De meiden kwamen met 6 stukken afval echter net één score te kort. Hiermee behaalden de jongens de totaalwinst. |
| Uiteindelijke winnaar.                         | Jongens. | Eindstand: 2-1. Getrokken conclusie: heb je iemand nodig die goed kan werpen, kan je beter bij de jongens zijn. |

#### Bom van de Week → Vaatwasser
| Object      | Notities |
| ----------- | --- |
| Vaatwasser. | In dit testje werd gekeken of de explosie van een onverhoopt binnengehaalde bom geabsorbeerd kon worden door hem in de vaatwasser te leggen. Om de vaatwasser stonden een aantal piepschuimen testpoppen opgesteld die een indicatie zouden geven of en zo ja in hoeverre de klap geabsorbeerd werd. Hoewel de prognose goed was, knalde de vaatwasser compleet aan gruzelementen en sneuvelden er daarbij vier paspoppen. |

### Aflevering 3
Uitzenddatum: 23 januari 2016

#### Koppen of Bukken → Bloempot
| Object    | Koppen of bukken? | Notities |
| --------- | ----------------- | --- |
| Bloempot. | Bukken.           | Er werd een bloempot vanaf een hoogte naar een paspop geslingerd. De eventuele schade die het zou aanrichten aan het hoofd, zou bepalend zijn in hoeverre de impact dodelijk zou zijn. Het hoofd werd volledig aan gruzelementen geslagen en de conclusie dat het toch beter was om te bukken was dan ook onvermijdelijk. |

#### Racen met een winkelwagen
In deze test werden methoden uitgetest om snel en veilig met winkelwagentjes te kunnen racen. 
| Faciliteit                   | Notities |
| ---------------------------- | --- |
| Bescherming: zwembanden.     | Als eerste werden er een aantal zwembanden aan de zijkanten van een winkelwagentje gemonteerd. Vervolgens werd testteamlid Pascal door Tim met deze aangepaste winkelwagen tegen een auto aan gereden. De auto liep, in tegenstelling tot bij een controletest waarbij deze zwembanden nog niet aangebracht waren, nu geen schade op. |
| Stuurinrichting: skateboard. | Vervolgens werd er een skateboard aan de achterkant van de winkelwagen vastgezet. Hiermee kon Pascal, die deze keer met Tim in het winkelwagentje zou rijden, inderdaad aanzienlijk beter sturen. |
| Voortstuwing: bladblazers.   | Tot slot werden er twee bladblazers aangebracht die de winkelwagen vooruit konden stuwen. Tim ging staan op het skateboard dat in de vorige deeltest achter de winkelwagen was gemonteerd. Hij kwam goed vooruit en kon ook nog steeds goed sturen.                                                                                   |

#### Jongens vs Meiden → Pompen of Verzuipen
Bij deze jongens/meidentest werd gekeken wie er het beste met een pomp om konden gaan.
| Uitdaging                                                             | Winnaar  | Notities |
| --------------------------------------------------------------------- | -------- | --- |
| Een ballon onder een morphsuit van teamgenoot oppompen tot hij knapt. | Jongens  | Bij de eerste deeltest kregen testteamleden Pascal en Dzifa een morphsuit aan, met daaronder een ballon die teamgenoten Remy en Shaniqua moesten oppompen totdat hij zou knappen. De jongens gingen als eerste. Na 1'20" minuut knapte de ballon. De meiden hadden aanzienlijk meer moeite met het oppompen van de ballon. Pas na 6'10" minuten knapte hij.                                          |
| Met een waterpomp een klein vaartuig tot zinken brengen.              | Meiden   | Als tweede moest een van beide teamleden (Remy voor de jongens, Shaniqua voor de meiden) plaatsnemen in een simpel vaartuig. De teamgenoot (Pascal voor de jongens, Dzifa voor de meiden) moest vervolgens met een waterpomp zo veel water in dit vaartuig laten lopen, dat het zou zinken. De meiden hadden 1'19" minuten nodig om de klus te klaren. De jongens slaagden pas na 3'29" minuten.     |
| Een fietspomp in elkaar zetten en daarmee een waterraket lanceren.    | Jongens  | Als laatste moesten de testteamleden een fietspomp in elkaar sleutelen, waarmee ze vervolgens een waterraket (met echter een explosieve vloeistof erin in plaats van water) moesten lanceren. Hierbij zou een open vuur, dat eronder brandde, voor een explosief effect zorgen zodra de raket gelanceerd werd. De jongens hadden 1'15" minuut nodig om de raket te lanceren, de meiden 1'34" minuut. |
| Uiteindelijke winnaar.                                                | Jongens. | Eindstand: 2-1. Getrokken conclusie: heb je een lege band, vraag gewoon je vader of je broertje, maar niet je moeder en ook niet je zus. |

#### Bom van de Week → Boekenkast
| Object      | Notities |
| ----------- | --- |
| Boekenkast. | Bij de Bom van de Week stond deze keer de boekeknkast centraal. Een tikkende bom werd in een boekenkast gezet en hierbij nog ommuurd met extra boeken. Een aantal piepschuimen testpoppen stonden rondom de boekenkast opgesteld om een indicatie te krijgen in hoeverre de boekenkast zou beschermen wanneer de bom zou afgaan. Er werden echter enorm veel poppen getroffen door de bomexplosie. |

### Aflevering 4
Uitzenddatum: 30 januari 2016

#### Extra passagiers
In deze test werden methoden uitgetest om extra passagiers mee te kunnen nemen in de auto. De methoden werden eerste bij een langzaam tempo getest en daarna op hoge snelheid en onder extreme omstandigheden om te zien of ze ook in de praktijk goed werkten.
| Methode                     | Notities |
| --------------------------- | --- |
| Stoel op de motorkap.       | De eerste methode die werd geprobeerd, was een stoel op de motorkap, aan passagierszijde zodat het zicht van de chauffeur niet geblokkeerd zou worden. Testteamlid Sem nam op deze extra stoel presentatrice Rachel reed stapvoets een ronde. Sem bleef moeiteloos zitten. Vervolgens werd gekeken hoe het in de praktijk zou gaan; bij hogere snelheden en in extremere omstandigheden. Hiervoor werd er in plaats van Sem een testpop op de stoel neergezet en reed Rachel een slalomparcours met noodstop op relatief hoge snelheid. Ook de pop bleef op zijn plaats zitten. |
| Loveseat op de achterkant.  | Als tweede werd er een loveseat via een bepaalde constructie aan de achterkant van de auto gemonteerd, waarop twee extra passagiers mee zouden kunnen. Sem en Dave bleven moeiteloos zitten als Rachel stapvoets een stukje reed. Ook twee testpoppen, die op de zetel werden vastgezet, bleven zitten toen Rachel het slalomparcours op hoge snelheid reed. |
| Hangmatten aan weerszijden. | Ten slotte werden er twee hangmatten aan weerszijden van de auto gehangen, wat ook weer goed zou zijn voor twee extra passagiers. Stapvoets rijdend bleef Sem in een hangmat liggen en een testpop in elk van de hangmatten overleefden samen ook Rachels wilde rit over het slalomparcours. |

#### Jongens vs Meiden → Cipier
Deze jongens/meidentest is op locatie opgenomen in de gevangenis aan de Noordsingel in Rotterdam.
| Uitdaging                                 | Winnaar  | Notities |
| ----------------------------------------- | -------- | --- |
| Verboden spullen zoeken in de gevangenis. | Jongens. | Als eerste moesten de jongens en de meiden op zoek naar een vijftal verborgen spullen die een gevangene in zijn cel had verstopt; een mobiel, een stanleymes, een plattegrond, een ijzerzaag en een tandenborstel met een scherpe punt als steekwapen. De meiden gingen als eerste en zij hadden 3'40" minuten nodig om alle vijf de spullen te vinden. De jongens gingen daarna en zij deden er 3'32" minuten over. |
| Gevangene redden uit zijn brandende cel.  | Jongens. | In de tweede deeltest was er brand uitgebroken in de gevangenis en moesten de testteamleden door een aantal gesloten deuren van het gevangeniscomplex heen om een gevangene uit zijn cel te redden. De jongens hadden hem er reeds na 52 seconden uit, de meiden deden er 2'05" minuten over. |
| Ontsnapte gevangene opsporen.             | Jongens. | Als laatste moesten de testteamleden een uit zijn cel ontsnapte gevangene opsporen voordat hij uit het gevangeniscomplex zou ontsnappen. De meiden gingen als eerste en zij hadden 1'41" minuut nodig. De jongens waren met 1'35" minuut net iets sneller en zetten hiermee een 3-0 clean sweep op hun naam. Wel werd opgemerkt dat de jongens onderweg op het parcours een door de gevangene vastgebonden schoonmaker niet hielpen, in tegenstelling tot wat de meiden wel deden. Dit werd nadien ook meegenomen in de slotconclusie van de test. |
| Uiteindelijke winnaar.                    | Jongens. | Eindstand: 3-0. Getrokken conclusie: als je een cipier nodig hebt, kun je het beste een jongen bellen, maar wil je dat iemand je losmaakt als je vastgebonden aan een paal ligt, kun je toch echt het beste een meisje bellen. |

#### Hoogvliegen → Bungee elastiek
| Voorwerp     | Hoogte   | Notities |
| ------------ | -------- | --- |
| Bungeekoord. | 11 meter | Bij dit item werd er een bungeekoord gespannen om een testpop te lanceren zoals bij een katapult. Gekeken zou worden hoe hoog hij zou komen. De testpop bereikte een hoogte van 11 meter. |

### Aflevering 5
Uitzenddatum: 6 februari 2016

#### Wat is sneller → Touw vs Wave
| Product 1 | Product 2 | Sneller   | Notities |
| --------- | --------- | --------- | --- |
| Wave      | Touw      | Even snel | Over de lengte van een parcours stond er een rij kinderen opgesteld. Er lag ook een touw dat over de lengte van dit parcours gespannen zou worden. Het testteam zou er een golfbeweging mee maken en de vraag was wat sneller was: de menselijke wave van de kinderen of de golfbeweging in het touw. Het bleek exact even snel te zijn. |

#### Wasmachine
In deze test werden methodes uitgetest om een wasmachine op de eerste verdieping te krijgen.
| Methode     | Notities |
| ----------- | --- |
| Touw.       | De eerste methode die geprobeerd werd, was gebaseerd op de kraan die een wasmachine een huis in tilt. Door het deurtje van de wasmachine werd een touw gespannen dat middels een constructie aan de binnenkant van de trommel werd vastgemaakt. Doordat de trommel zou draaien, zou het touw gespannen worden, waardoor de wasmachine omhoog zou gaan. Het touw brak echter op de weg naar boven en de wasmachine viel weer op de grond. |
| Slingerarm. | Voor de tweede poging werd de wasmachine op een slingerarmconstructie neergelegd. Deze stond middels een touw in verbinding met een auto, die de arm omhoog kon slingeren, waardoor de wasmachine op de eerste verdieping zou landen. Het bleek echter te veel van het goede; de wasmachine vloog over de verdieping heen en viel aan de andere kant van het huis op de grond                                                            |
| Wipwap.     | Als laatste werd er een wipwap gebruikt om de wasmachine mee op de eerste verdieping te gooien. Een contragewicht viel op de ene kant van de wipwap waardoor de wasmachine, die op de andere kant stond, door het raam heen naar binnen zou vliegen. De wasmachine miste echter het raam, sloeg tegen de muur kapot en viel op de grond. Toch werd deze methode als beste gekozen.                                                       |

#### Nederland vs Turkije
In deze test namen twee testteamleden het op tegen twee Turkse jongeren.
| Uitdaging                                             | Winnaar     | Notities |
| ----------------------------------------------------- | ----------- | --- |
| Schoenen ruiken.                                      | Gelijkspel. | De eerste deeltest ging over de gewoonte om bij binnenkomst de schoenen uit te trekken. In een serie schoenen was een bepaalde geur aangebracht en de bedoeling was dat de Nederlanders en de Turken de geuren zouden herkennen. Ze hadden er allebei evenveel goed.                                                                                     |
| In morse bestellingen doortoeteren bij een kebabzaak. | Turkije.    | In deze deeltest stond het toeteren centraal. Van beide teams zat er één persoon in een auto die door middel van morsecodes een aantal bestellingen moest claxonneren. De teamgenoot moest herkennen wat er getoeterd werd. De Nederlanders herkenden vier bestellingen goed, de Turken acht.                                                            |
| Penalty's nemen in een met olie doordrenkt veld.      | Nederland.  | In de laatste deeltest werd gekeken wie het beste in voetbal was. Er werd echter een Turks tintje aan gegeven, daar zowel het speelveld als de voetbal werden ingesmeerd met olie (als een knipoog naar het Turkse olieworstelen). Er moesten vier penalty's geschoten worden. De Nederlanders hadden van de vier penalty's er een raak, de Turken geen. |
| Uiteindelijke winnaar.                                | Gelijkspel. | Eindstand: 2-2. Getrokken conclusie: wil je weten wie het beste zijn in Turkse gewoontes, kun je de Turken of de Nederlanders hebben, het maakt niet uit. |

#### Hoogvliegen → Bom
| Voorwerp        | Hoogte   | Notities |
| --------------- | -------- | --- |
| Bom in een ton. | 7½ meter | Bij dit item werd er een bom in een ton gestopt om een testpop te lanceren. Gekeken zou worden hoe hoog hij zou komen. De testpop bereikte een hoogte van 7½ meter. |

### Aflevering 6
Uitzenddatum: 13 februari 2016

#### Koppen of Bukken → Keukenkast
| Object                 | Koppen of bukken? | Notities |
| ---------------------- | ----------------- | --- |
| Keukenkast met inhoud. | Bukken.           | Een keukenkast met inhoud (o.a. fruit, snacks en servies) werd naar een hoogte gehesen en zijn onderkant werd naar het met een watermeloen geïmproviseerde hoofd van een paspop geslingerd. De watermeloen werd totaal vernietigd en ook de complete testopstelling moest het ontgelden. De conclusie kon niets anders zijn dan bukken. |

#### Extra passagiers
Vervolg van de test Extra passagiers.
| Methode                      | Notities |
| ---------------------------- | --- |
| Luchtmatras op het dak.      | Er werd een luchtmatras op het dak van de auto vastgemaakt. Met testteamleden Sem en Dave erop reed presentatrice Rachel stapvoets een stukje. Ze bleven goed liggen. Ook toen werd overgegaan op extremere omstandigheden, waarbij Rachel op hoge snelheid een slalom reed en een harde noodstop maakte (echter wel met testpoppen i.p.v. testteamleden), bleek het matras op het dak een goede plaats te zijn.                                    |
| Aan de onderkant.            | De volgende plek die geprobeerd werd, was de onderkant. Vanwege het potentiële gevaar dat eraan hing, werd besloten gelijk tot het gebruikmaken van de testpoppen. De auto werd m.b.v. een heftruck omhoog gekrikt en een pop werd eronder bevestigd. Echter werd de pop gelijk geplet toen de auto weer op vier wielen stond. Zeker na een stuk rijden bleek de onderkant een absolute no-go te zijn als alternatieve zitplaats in een automobiel. |
| Parachute aan de achterkant. | De laatste methode die werd geprobeerd, was met een parachute. Er werd een testpop aan een parachute achter de auto gehangen. Ook dit bleek een goede methode te zijn, al werd opgemerkt dat stoplichten geen ideale factor zijn in de toepassing van deze methode. |

#### Jongens vs Meiden → Stil zijn
| Uitdaging                                            | Winnaar  | Notities |
| ---------------------------------------------------- | -------- | --- |
| Een zwemband opblazen en cola met pepermunt drinken. | Meiden.  | De eerste deeltest bestond uit twee opdrachten die zo stil mogelijk uitgevoerd moesten worden. Eerst moesten de jongens en de meiden een zwemband oppompen totdat hij zou knappen. Vervolgens moesten ze een fles cola laten spuiten door er pepermunt in te gooien en er dan zo veel mogelijk van drinken. De meiden maakten het minste geluid. |
| Een aantal lawaaiige gerechten verorberen.           | Meiden.  | Als tweede moesten de jongens en de meiden een aantal lawaaiige gerechten zo stil mogelijk opeten; een kleine zak chips, een Slush Puppie en een lepel wasabi. De meiden wonnen met grote overtuiging en beslisten daarmee reeds na twee deeltests ook de totaalwinst in hun voordeel. |
| Een lawaaiig parcours afleggen.                      | Jongens. | De laatste deeltest bestond uit een parcours dat afgelegd moest worden zonder daarbij geluid te maken. Gemakkelijk was dit echter niet, doordat de obstakels die op het parcours geheid geluid zouden veroorzaken als ze genomen zouden worden. Bovendien waren de jongens en de meiden met een rinkelende ketting aan elkaar verbonden, wat ook weer geluid zou geven. De jongens waren duidelijk beter, maar aangezien de meiden de andere twee deeltests al gewonnen hadden, maakte het voor de totaalwinst geen verschil meer. |
| Uiteindelijke winnaar.                               | Meiden.  | Eindstand: 2-1. Getrokken conclusie: de meiden kunnen het beste stil zijn. |

#### Bom van de Week → Bank
| Object | Notities |
| ------ | --- |
| Bank.  | In dit laatste item werd geprobeerd of de explosie van een onverhoopt in huis gehaalde bom geabsorbeerd kon worden door hem in een bank te stoppen. Als uitgangspunt stond er een serie piepschuimen poppen om de bank heen. Na de explosie bleek de bank toch niet al te ideaal te zijn. |

### Aflevering 7
Uitzenddatum: 20 februari 2016

#### Koppen of Bukken → Deur
| Object | Notities |
| ------ | --- |
| Deur.  | In deze editie van Koppen of Bukken stond een glazen deur centraal. Deze werd opgehesen en naar een testpop geslingerd die een watermeloen als hoofd had (om eventueel hoofdletsel te registreren). De meloen werd totaal vernietigd. Geconcludeerd werd dat geprobeerd moet worden om glazen deuren te vermijden. |

#### Bikeproof
In deze test werden schuilplaatsen uitgetest voor het geval er een vliegende motor uit de lucht komt storten.
| Methode       | Notities |
| ------------- | --- |
| Kruiwagen.    | Bij de eerste poging stond de kruiwagen centraal. Een paspop werd onder twee kruiwagens neergelegd en er werd een motor op losgelaten. De armen en benen werden eraf geslagen. |
| Caravan.      | Als tweede werd er getest of je veilig zou zijn in of onder een caravan. Hiervoor werd er zowel in als onder een caravan een testpop neergelegd. Daarna werd de motor opnieuw opgetakeld en losgelaten. Beide testpoppen kwamen er goed vanaf, maar geconcludeerd werd dat het beter is om onder de caravan te gaan. |
| Schuilhuisje. | Als laatste werd er, met houten palen en een motorkap als dak, een schuilhuisje gebouwd. Deze zouden, als er regelmatig motoren uit de lucht zouden storten, overal moeten staan. Het bouwwerk werd compleet aan gruzelementen geslagen door de impact van de vallende motor en twee testpoppen die eronder werden gezet werden totaal vernietigd. Geconcludeerd werd dat als er een motor naar beneden kwam storten, het beter is om te rennen voor je leven. |

#### Jongens vs Meiden → Prison Break
Bij deze jongens/meidentest werd gekeken wie er het beste uit de gevangenis konden ontsnappen.
| Uitdaging                                             | Winnaar  | Notities |
| ----------------------------------------------------- | -------- | --- |
| Een op de grond gevallen sleutel ontfutselen.         | Jongens  | Bij de eerste deeltest werden de testteamleden in een cel opgesloten. Het idee was dat een cipier een sleutel op de grond pal voor hun cel had laten vallen. Deze moesten de testteamleden ontfutselen om te kunnen ontsnappen. De meiden deden er 6'08" minuten over om de deur te openen. De jongens echter stonden na 3'45" minuten al buiten.                                                                                                  |
| Met aan elkaar geknoopte lakens uit het raam klimmen. | Jongens  | Als tweede moesten de testteamleden uit een gevangenisraam klimmen met behulp van aan elkaar geknoopte lakens. De meiden deden er 1'46" minuten over om beneden te komen. De jongens gingen echter razendsnel en stonden na 27 seconden allebei al beneden. |
| Verstoppen voor een speurhond.                        | Meiden   | De laatste deeltest speelde zich in een bos af. De bedoeling was dat de testteamleden zich in een bos zouden verstoppen. Daarna zou een speurhond ze opsporen. Bij de jongens deed de speurhond er 2'55" minuten over om ze te vinden. Bij de meiden duurde het 4'20" minuten waarmee zij de laatste deeltest nog op hun naam schreven. Doordat het echter al 2-0 stond voor de jongens, maakte het voor de totaalwinst echter geen verschil meer. |
| Uiteindelijke winnaar.                                | Jongens. | Eindstand: 2-1. Getrokken conclusie: de jongens zijn beter in ontsnappen uit de gevangenis, maar als het ooit zover komt, zitten ze ook heel snel weer vast. |

#### Hoogvliegen → Trampoline
| Voorwerp    | Hoogte  | Notities |
| ----------- | ------- | --- |
| Trampoline. | 2 meter | Met behulp van een auto werden de veren van een trampoline aangetrokken om te trachten een testpop te lanceren zoals een katapult. Er zou worden gekeken hoe hoog hij zou komen. Tot ieders teleurstelling kwam hij niet hoger dan 2 meter. |

### Aflevering 8
Uitzenddatum: 27 februari 2016

#### Koppen of Bukken → Meteoriet
| Object    | Notities |
| --------- | --- |
| Rotsblok. | Bij deze editie van Koppen of Bukken werd er een rotsblok, voorzien van een special effect in de vorm van rook, opgehesen en naar een testpop geslingerd. Deze testpop was voorzien van een watermeloen als hoofd, waardoor er een indicatie gemaakt kon worden hoeveel hoofdletsel hij had opgelopen. Het hoofd werd compleet aan gruzelementen geslagen. |

#### Bulletproof
In deze test werd bekeken op welke manier er een kogel gestopt kon worden.
| Methode            | Notities |
| ------------------ | --- |
| Sheriffsterren.    | Dit werd als eerste getracht met sheriffsterren en een kogel uit een revolver. Eén ster hield geen kogel tegen. Vervolgens werden er tien sheriffsterren achter elkaar gezet waar ook weer een kogel op werd losgelaten. Pas na zeven sterren werd de kogel gestopt.                           |
| Mobiele telefoons. | De tweede deeltest was met een zwaarder geweer en met mobiele telefoons. Eén telefoon bleek niet voldoende te zijn om een kogel tegen te houden. Vervolgens werden er tien telefoons achter elkaar gezet en daar werd ook weer een schot op gelost. De kogel werd na acht telefoons afgeketst. |
| Water.             | De laatste methode was water. Er werden een aantal waterballonnen achter elkaar gelegd en daar werd een schot op gelost. Na drie waterballonnen was de kogel gestopt. Geconcludeerd werd dan ook dat als men in een pierenbad zou liggen, men dan wel veilig zou zijn voor een kogel.          |

#### Nederland vs Griekenland
In deze test namen twee testteamleden het op tegen twee Griekse jongeren.
| Uitdaging              | Winnaar      | Notities |
| ---------------------- | ------------ | --- |
| Kapotte vaas lijmen.   | Griekenland. | Bij de eerste deeltest hadden de Nederlanders en de Grieken drie minuten de tijd om een kapotte vaas te lijmen. Na afloop bleken de Nederlanders nog de meeste stukken over te hebben. |
| Servies kapotgooien.   | Nederland.   | De tweede deeltest ging over de Griekse gewoonte van servies kapotgooien. Van zowel het Nederlandse als het Griekse team liep er één in achtjes met een tegel op zijn hoofd terwijl de ander zo veel mogelijk stukken servies op deze tegel kapot moest gooien. De Grieken gooiden 26 stuks servies goed kapot, de Nederlanders 32. |
| Eilandhoppen.          | Nederland.   | In de laatste deeltest stond eilandhoppen centraal, verwijzend naar de vele eilanden die Griekenland rijk is. De testteamleden moesten een sloot oversteken door te fierljeppen. Ze hadden op hun hoofd een doosje lucifers mee waarmee ze, aan de overkant aangekomen, steeds een olympische vlam aan moesten steken - als de lucifers tenminste niet al te nat waren geworden door een mislukte sprong. Nederland en Griekenland slaagden er beiden in om de drie vlammen aan te krijgen, maar omdat Nederland, in tegenstelling tot Griekenland, twee keer droog aan de overkant kwam, werden zij tot winnaar uitgeroepen. |
| Uiteindelijke winnaar. | Nederland.   | Eindstand: 2-1. Getrokken conclusie: de Nederlanders zijn het beste met Griekse tradities. |

#### Bom van de Week → Leren jas
| Object     | Notities |
| ---------- | --- |
| Leren jas. | In het laatste item van deze aflevering werd bekeken of de explosie van een bom geabsorbeerd kon worden door hem in een leren jas in te pakken. Om een indicatie te hebben van in hoeverre dit lukte, werden er een aantal piepschuimen testpoppen rond de bom opgesteld. De bom ging af en vijf poppen werden beschadigd door de explosie. |

### Aflevering 9
Uitzenddatum: 5 maart 2016

#### Wat is sneller? → Drone vs Raket
| Product 1 | Product 2   | Sneller     | Notities |
| --------- | ----------- | ----------- | --- |
| Drone     | Suikerraket | Suikerraket | Er werd een suikerraket aan een lijn gehangen voor een race tegen een drone over dezelfde afstand. De raket werd aangestoken en schoot langs de lijn, aanzienlijk sneller dan de drone. |

#### Meubels hacken
In dit item werd bekeken hoe oude, afgedankte meubels hergebruikt konden worden.
| Product voor         | Product na. | Notities |
| -------------------- | ----------- | --- |
| Twee houten krukken. | Loopfiets.  | Van twee afgedankte houten krukken werd een houten loopfiets gemaakt. Hierbij werden de poten gebruikt om het frame te maken en de beide ronde zitvlakken werden als wielen gebruikt.                          |
| Stoel.               | Slee.       | Een oude stoel werd vermaakt tot een platte slee, waarmee ook daadwerkelijk van een sneeuwhelling gegleden kon worden.                                                                                         |
| Tafel.               | Boot.       | Tot slot werd er een houten tafel gebruikt om een boot van te maken. Hiervoor werd er piepschuim gebruikt om het drijfvermogen te vergroten en werd er een buitenboordmotor aan gehangen voor de voortstuwing. |

#### Jongens vs Meiden → Straatrace
Bij deze jongens/meidentest werd gekeken wie er het beste waren in sturen onder extreme omstandigheden.
| Uitdaging                                                                        | Winnaar  | Notities |
| -------------------------------------------------------------------------------- | -------- | --- |
| Met een radiografisch bestuurbaar autootje zo veel mogelijk kegels omver rijden. | Jongens  | Als eerste kregen Dave en Carlijn de opdracht om met een radiografisch bestuurbaar autootje een kort parcours af te leggen. Op het einde stonden een aantal kegels opgesteld waarvan er zo veel mogelijk omver gereden moesten worden. Carlijn kreeg geen enkele kegel omver, Dave wel een.                                                                     |
| Parkeren met een handrembocht.                                                   | Meiden   | Er was een parkeervak opgesteld met een aantal pionnen. De bedoeling was om een auto via een handrembocht met zo veel mogelijk wielen in dit vak neer te zetten en daarbij zo min mogelijk pionnen te raken. Beiden slaagden ze erin de auto met twee wielen in het parkeervak te zetten, maar Carlijn raakte daarbij, in tegenstelling tot Dave, geen pionnen. |
| Driften.                                                                         | Jongens  | In de finale moest er gedrift worden. In een bocht stonden een aantal pionnen opgesteld en de bedoeling was om er zo veel mogelijk van te raken. Carlijn raakte twee pionnen, Dave acht. |
| Uiteindelijke winnaar.                                                           | Jongens. | Eindstand: 2-1. Getrokken conclusie: De jongens hebben de beste stuurmanskunsten |

#### Bom van de Week → Badkuip
| Object   | Notities |
| -------- | --- |
| Badkuip. | Bij deze editie van de Bom van de Week werd gepoogd om de schokgolf van een bom te dempen door deze in een gevulde badkuip te leggen. Als indicatie in hoeverre dit zou werken, stonden er een aantal piepschuimen testpoppen rond de badkuip opgesteld. De bom ging af en het bleek inderdaad enigszins te helpen. |

### Aflevering 10
Uitzenddatum: 12 maart 2016

#### Wat is sneller → Voetbalkanon vs Katapult
| Product 1    | Product 2 | Sneller      | Notities |
| ------------ | --------- | ------------ | --- |
| Voetbalkanon | Katapult  | Voetbalkanon | Voor dit item werd een voetbal gelanceerd, zowel met behulp van een voetbalkanon als met een enorme katapult. Uitgangspunt was uit te vinden welk van de twee sneller zou zijn. Dit bleek de bal uit het voetbalkanon te zijn. |

#### The Lock
In deze test werden methodes uitgetest om een kamer op slot te kunnen doen als er geen slot op de deur zit.
| Methode                      | Notities |
| ---------------------------- | --- |
| Vork.                        | Als eerste werd er een alternatief slot gemaakt met behulp van een vork. De basis hiervan bestond uit de tanden van de vork, die werden omgebogen en in de deurpost werden vastgehaakt. Vervolgens werd de steel van de vork afgeknipt en als een grendel tussen de tanden geschoven om de deur daadwerkelijk te vergrendelen. De deur ging niet meer open - zelfs een stormram kon deze constructie niet forceren. Er werd echter opgemerkt dat het alleen zou werken als men zelf in de kamer zou zijn, bij afwezigheid was deze methode niet werkbaar.                      |
| Grendel met speelgoedtrein.  | Een werkbare methode bij afwezigheid werd gevonden in een grendel met speelgoedtrein. Er werd een grendel op de deur gemonteerd die van buitenaf kon worden aangestuurd door een radiografisch bestuurbare speelgoedtrein. Er was wel een infraroodverlenger nodig om de trein te laten werken, maar toen lukte het het inderdaad wel om van buiten de deur op slot te doen. |
| Warmte-element aan de klink. | De laatste methode was geïnspireerd door de film Home Alone waar er een warmte-element uit een frituurpan aan de deurklink werd gehangen, waardoor deze zo heet werd, dat een indringer zijn hand lelijk zou branden en dus zeker niet binnen zou geraken. Dat dit werkbaar was, werd gedemonstreerd met behulp van kipfilet als geïmiteerde handen. Voor de praktijk bleek deze methode echter te gevaarlijk. De vork en de grendel met speelgoedtrein werden gekozen als beste methodes om de deur alternatief te vergrendelen bij aanwezigheid respectievelijk afwezigheid. |

#### Jongens vs Meiden → Wielen
Bij deze jongens/meidentest werd gekeken wie er het beste waren met wielen.
| Uitdaging                  | Winnaar    | Notities |
| -------------------------- | ---------- | --- |
| In een wiel lopen.         | Jongens    | Als eerste moesten de jongens en de meiden in een tractorband plaatsnemen en lopend een parcours afleggen. De jongens deden er 34 seconden over, de meiden 38 seconden.                                                                                                   |
| Een fietswiel uitzagen.    | Gelijkspel | Als tweede moesten de testteamleden een fietswiel uit een stuk hout zagen en er een stuk mee fietsen. De jongens kwamen beter vooruit met het wiel, maar de wielen bleken allebei even rond te zijn en dus werd het op gelijkspel afgemaakt.                              |
| Achtervolging op airboard. | Jongens    | Bij de finale kregen de testteamleden elk twee staarten aan hun broek en de bedoeling was dat ze, rijdend op airboards, de staarten er bij elkaar af zouden trekken. De jongens slaagden erin om de meiden van hun staarten te ontdoen en wonnen daarmee de laatste test. |
| Uiteindelijke winnaar.     | Jongens.   | Eindstand: 3-1. Getrokken conclusie: de jongens zijn het beste met wielen. |

#### Hoogvliegen → Airbag
| Voorwerp | Hoogte  | Notities |
| -------- | ------- | --- |
| Airbag.  | 5 meter | In het laatste item van de uitzending werd een testpop gelanceerd met een airbag om te kijken hoe hoog hij zou komen. Hij kwam vijf meter hoog. |

### Aflevering 11
Uitzenddatum: 19 maart 2016

#### Afgeleid op de fiets
In deze test werden de gevaren van bellen op de fiets uitgelicht.
| Onderwerp                                     | Notities |
| --------------------------------------------- | --- |
| Verkeersgeluiden horen met muziek in de oren. | Als eerste kreeg testteamlid Dave muziek in zijn oren en moest hij gaan fietsen op een hometrainer. Ondertussen liet presentatrice Rachel een aantal verkeersgeluiden horen, waarbij er ook een waterballon op Remy werd losgelaten. De bedoeling was dat Remy zou reageren (bukken) zodat hij niet nat zou worden. De muziek zorgde er echter voor dat hij de verkeersgeluiden veel minder goed hoorde en hij werd dan ook vaak nat. |
| Recht fietsen.                                | Als tweede werd er gekeken of het mogelijk is om nog recht te fietsen terwijl men met de telefoon bezig is. Testteamlid Remy deed deze test. Hij bleek echter enorm te zwabberen en op een bepaald punt zelfs een meter uitwijk te hebben. Geconcludeerd werd dat recht fietsen met telefoon erbij onmogelijk is. |
| Botsingen.                                    | Als laatste werd de impact getoond van botsingen, als het toch fout zou gaan. Een testpop op een fiets werd losgelaten op een stoprand, een openstaand autoportier en de laadklep van een vrachtwagen (geïmiteerd met de lepels van een heftruck). Vooral bij laatstgenoemde was de impact enorm; een klap tegen een laadklep bleek dodelijk te zijn. Eindconclusie was dat fietsen met telefoon erbij absoluut geen goed idee is.    |

#### Schuur Slijptol
| Onderwerp                              | Notities |
| -------------------------------------- | --- |
| Slijptol als schijfschieter gebruiken. | Bij dit item was er met behulp van een slijptol een constructie gebouwd waarmee cd's afgevuurd konden worden. Deze projectielen bleken behoorlijk effectief te zijn toen ze werden losgelaten op een aantal testpoppen die opgesteld stonden. Een aantal ervan werden zelfs onthoofd. |

#### Jongens vs Meiden → Hoogspanning
| Uitdaging                  | Winnaar    | Notities |
| -------------------------- | ---------- | --- |
| Lampen aansluiten.         | Gelijkspel | Er stonden een aantal lampen opgesteld. De testteamleden kregen anderhalve minuut om zo veel mogelijk lampen aan te sluiten. Zowel de jongens als de meiden sloten er zeven aan. |
| Pictionary onder spanning. | Gelijkspel | Bij de tweede deeltest moest één testteamlid uit zowel het jongensteam als het meidenteam een bepaald object tekenen terwijl de ander moest raden wat het voorstelde. Dit werd echter bemoeilijkt doordat presentatrice Rachel de tekenaar iedere vijf seconden een stroomstoot zou toedienen. Uiteindelijk hadden zowel de jongens als de meiden vier tekeningen goed. |
| Schrikdraad ophangen.      | Meiden     | Bij de finale moest er een stuk schrikdraad door een aantal ringen over een parcours geregen worden. Regelmatig ging hier een stroomstoot doorheen waardoor de testteamleden een schok zouden krijgen. De meiden deden 3'12" minuten over om het parcours af te leggen, de jongens 3'20" minuten.                                                                       |
| Uiteindelijke winnaar.     | Meiden.    | Eindstand: 3-2. Getrokken conclusie: de meiden zijn het beste met hoogspanning. |

#### Bom van de Week → Vriezer
| Object   | Notities |
| -------- | --- |
| Vriezer. | Tot slot werd er een bom in de vriezer gelegd om na te gaan of deze de explosie van de bom kon weerstaan. De vriezer sloeg echter volledig uit elkaar en van de paspoppen, die eromheen stonden opgesteld om een indicatie te krijgen van hoe heftig de explosie was, raakten er vijf beschadigd. |

### Aflevering 12
Uitzenddatum: 26 maart 2016

#### Pimp je bed
| Onderwerp                    | Notities |
| ---------------------------- | --- |
| Hulp bij het opstaan.        | Om hulp te bieden bij het opstaan, werd er een mechanisme aan een bed gekoppeld. Dit mechanisme, dat het bed voorover zou kieperen waardoor de persoon erin direct op zijn voeten zou staan, werd in gang gezet, zodra de wekker ingedrukt zou worden wanneer deze af zou gaan. |
| Hulp bij het in slaap komen. | Hiervoor werd een wiegend bed gemaakt. Met behulp van een aantal kabels werd het bed opgehangen aan het plafond, waardoor het kon schommelen. |
| Vrienden te logeren krijgen. | Als laatste werd gekeken hoe logés allemaal in bed konden, in plaats van op de bank of op een matje op de grond. Een serie bedden werd op elkaar gestapeld tot een gigantisch groot stapelbed.                                                                                  |

#### Wat is sneller → Lucht vs Gas
| Product 1 | Product 2     | Sneller       | Notities |
| --------- | ------------- | ------------- | --- |
| Lucht     | Aanstekersgas | Aanstekersgas | Voor dit item werd een fles cola gelanceerd. Bij de ene werd het gedaan d.m.v. luchtdruk uit een compressor. In de tweede werd aanstekersgas gespoten dat heftig zou reageren met de cola waardoor de fles gelanceerd zou worden. Gekeken werd welke het snelste ging en dat bleek de fles met aanstekersgas te zijn. |

#### Jongens vs Meiden → Kung fu
Bij deze jongens/meidentest werd gekeken wie er het beste waren met kungfu.
| Uitdaging                   | Winnaar  | Notities |
| --------------------------- | -------- | --- |
| Evenwicht.                  | Jongens  | In de eerste deeltest stond het evenwicht centraal. De jongens en de meiden stonden met beide voeten, gebogen knieën en een rechte rug op twee blokken. De bedoeling was om dit zo lang mogelijk vol te houden. Om te bepalen of de testteamleden hun balans nog hielden, werd er een bak rijst op hun hoofden geplaatst. Uiteindelijk bleven de meiden 1'22" minuut staan, de jongens 1'32" minuut.                                                                      |
| Kaarsen uitslaan met vuist. | Jongens  | Als tweede moesten de testteamleden binnen een minuut zo veel mogelijk kaarsen uitslaan met de vuist. De meiden sloegen er 8 uit, maar de jongens toonden zich heer en meester door in een minuut niet minder dan 48 kaarsen te doven. |
| Parcours met Bo Staff       | Jongens  | Bij de finale moesten beide testteamleden van elk team in estafettevorm een evenwichtsparcours afleggen met een Bo Staff. Onderweg moesten ze een aantal bloempotten kapotslaan en bij de finish moesten ze de Bo Staff tegen een hangend olievat aan gooien om een tijd te zetten. De jongens deden 53 seconden over het parcours. De meiden finishten pas na 1'45" minuut en kregen bovendien nog 10 seconden straftijd bijgeteld omdat ze bij de finish de ton misten. |
| Uiteindelijke winnaar.      | Jongens. | Eindstand: 3-0. Getrokken conclusie: als je een kungfu-meester nodig hebt kan je het beste zijn bij de jongens. |

#### Hoogvliegen → Vuurwerk
| Voorwerp    | Hoogte  | Notities |
| ----------- | ------- | --- |
| Vuurpijlen. | 0 meter | Tot slot werd getracht om een testpop te lanceren met behulp van vuurpijlen. Een aantal exemplaren werden deze testpop aangehangen en met behulp van een detonator werden de vuurpijlen allemaal op hetzelfde moment ontstoken. Tot ieders teleurstelling kwam de pop niet van de grond. |

### Aflevering 13
Uitzenddatum: 2 april 2016

#### Makkelijk Klussen
| Klus         | Notities |
| ------------ | --- |
| Stofzuigen.  | Om de kamer op een leuke manier te stofzuigen, werd er een kruimeldief aan een radiografisch bestuurbare auto bevestigd. Hiermee kon de kamer 'al gamend' schoongemaakt worden. |
| Grasmaaien.  | Om het gras te kunnen maaien terwijl men lekker relaxt in de tuin kon blijven genieten, werd een grasmaaier met een touw aan een paal bevestigd. Doordat de grasmaaier vooruit ging, werd het touw om de paal gewikkeld, waardoor de grasmaaier in circulerende bewegingen langzaam mee richting het midden werd getrokken en deze een aanzienlijk rond gebied volledig kon maaien. |
| Auto wassen. | Om een auto te kunnen wassen, werd er een motorfiets gebruikt. Een opblaasboot werd gevuld met water en zeep en het achterwiel van de motor werd erin gezet. Door gas te geven draaide het wiel met volle snelheid rond, waardoor de auto met het zeepmengsel werd schoongespoeld.                                                                                                  |

#### Koppen of Bukken → Barbell
| Object   | Notities |
| -------- | --- |
| Barbell. | Bij deze test werd er een halter vanaf een hoogte tegen een paspop aan geslingerd. Hierbij werd er een watermeloen als hoofd gebruikt om eventueel hoofdletsel te simuleren. De halter trof het hoofd stevig en de schade was groot. |

#### Jongens vs Meiden → Werken op hoogte
Bij deze jongens/meidentest werd gekeken wie er het beste waren in werken op hoogte.
| Uitdaging                                              | Winnaar  | Notities |
| ------------------------------------------------------ | -------- | --- |
| Over een evenwichtsbalk lopen met eieren op het hoofd. | Jongens. | Op een grote hoogte kregen de jongens en de meiden de opdracht om heen en weer over een evenwichtsbalk te lopen. Ze droegen een aangepaste helm waarop tien eieren werden gelegd en de bedoeling was om er zo veel mogelijk over te houden. De jongens liepen heen en weer en hadden alle eieren. De meiden echter vielen al snel naar beneden waarbij ze alle eieren verloren en zij slaagden derhalve niet in hun opdracht. |
| Snackmenu ophalen op een klimwand.                     | Jongens  | Als tweede moesten de jongens en de meiden op een klimwand om voorwerpen te halen om een snackmenu te vervolledigen. Het ging om enkele sauzen en een rietje voor een milkshake. De jongens haalden alle ingrediënten in een tijd van 2'19" minuten naar beneden. De meiden kwamen echter met geen mogelijkheid omhoog op de klimwand en moesten ook deze opdracht met een nulscore eindigen.                                 |
| Tent opzetten op een metershoog plateau.               | Jongens  | Tot slot moesten de jongens en de meiden een tent opzetten op een metershoog plateau. De jongens maakten deze opdracht af in een tijd van 3'40" minuten. Voor de meiden eindigde ook de laatste opdracht in mineur; ze kregen de tent niet opgezet en na 14 minuten werd hun poging afgebroken. |
| Uiteindelijke winnaar.                                 | Jongens. | Eindstand: 3-0. Getrokken conclusie: als je ooit iets te doen hebt op grote hoogtes, ga alsjeblieft voor een jongen. |

#### De Bom → Pannen
| Object     | Notities |
| ---------- | --- |
| Pannenset. | Er werd een bom in een pannenset op tafel gestopt om te kijken of deze pannen door hun vuurbestendigheid een vuurexplosie konden absorberen. Het absolute tegenovergestelde bleek het geval; een daverende explosie sloeg het tafelblad door en alle testpoppen die om deze opstelling stonden opgesteld, sneuvelden in het inferno. |

### Aflevering 14
Uitzenddatum: 9 april 2016

#### Koppen of Bukken → Grasmaaier
| Object       | Notities |
| ------------ | --- |
| Grastrimmer. | Er werd een grastrimmer (met draaiende motor) vanaf een hoogte naar een testpop gelanceerd, die was voorzien van een watermeloen als hoofd, zodat eventueel hoofdletsel kon worden vastgesteld. De watermeloen bleef niet gespaard. |

#### Oud brood
In deze test werden toepassingen voor oud brood uitgetest.
| Toepassing        | Notities |
| ----------------- | --- |
| Waaier.           | Door drie boterhammen aan evenzoveel lat te timmeren, kon een waaier gemaakt worden. |
| Tafeltennisbatje. | Er kon ook een tafeltennisbatje gemaakt worden die het ook echt deed. |
| Paraplu.          | Een oude paraplu werd ontdaan van zijn metalen geraamte. Dit werd vervangen door kippengaas, wat vervolgens dan weer door oude boterhammen werd bedekt. Vervolgens werd er met behulp van een tuinslang een regenbui op losgelaten. De paraplu bleek goed te werken.                                                                   |
| Honkbalknuppel.   | Er werd geprobeerd een stokbrood als honkknuppel te gebruiken. Dit bleek niet te werken. |
| Speren.           | Er werden een aantal speren gemaakt uit een aantal stokbroden. Er werd een scherpe punt aan gesneden en de achterkant werd voorzien van boterhammen, die als vleugels moesten dienen. Deze speren konden de testteamleden naar een aantal doelwitten werpen.                                                                           |
| Dakbedekking.     | Tot slot werd gekeken of oud brood kon dienen als dakbedekking. Vergelijkbaar met de paraplu bestond de basisconstructie van het huis uit kippengaas, dat werd bedekt met oud brood. Het testteam ging hieronder zitten terwijl presentatrice Rachel er met een tuinslang op los spoot. Het dak hield het water heel behoorlijk tegen. |

#### Jongens vs Meiden → Slim
Bij deze jongens/meidentest werd gekeken wie er het slimst waren.
| Uitdaging                                       | Winnaar  | Notities |
| ----------------------------------------------- | -------- | --- |
| Een Caesarcodering ontcijferen.                 | Jongens. | Bij de eerste test moesten de testteamleden een woord raden aan de hand van de Caesarcodering (ZOSSKXSGT → TIMMERMAN). De meiden deden 4'25" minuten over de puzzel. De jongens klaarden de klus in 2'57" minuten. |
| Raadsel met brandende kaars en doosje punaises. | Jongens  | Als tweede moesten de jongens en de meiden het bekende raadsel oplossen van een brandende kaars die zo aan de muur moest worden vastgemaakt dat hij niet op de grond zou druipen als hij zou branden (door hem in het doosje te zetten). De meiden staken de kaars juist aan in een tijd van 3'45" minuten, de jongens reeds in 2'10" minuten. |
| Escaperoom.                                     | Jongens  | Bij de finale moesten de jongens en de meiden uit een escaperoom ontsnappen. De meiden ontsnapten in een tijd van 9'46" minuten, de jongens reeds na 8'24" minuten. |
| Uiteindelijke winnaar.                          | Jongens. | Eindstand: 3-0. Getrokken conclusie: de jongens zijn slimmer. |

#### Hoogvliegen → Wip
| Voorwerp | Hoogte  | Notities |
| -------- | ------- | --- |
| Wip.     | 5 meter | Als laatste werd er een testpop gelanceerd met behulp van een wipwap. Door de pop aan de ene kant te plaatsen en er aan de andere kant een groot contragewicht op te laten vallen, werd dit gerealiseerd. De pop kwam vijf meter hoog en kwam even verderop met een harde klap neer. |

### Aflevering 15
Uitzenddatum: 16 april 2016

#### In de val (diervriendelijk)
In deze test werden diervriendelijke vallen getest.
| Ongedierte | Notities |
| ---------- | --- |
| Muizen.    | Bij de eerste deeltest werd een poging gedaan om op een diervriendelijke manier muizen te vangen. Hiertoe werd er een emmer genomen waar een as horizontaal doorheen werd gehaald. Aan deze as werd een lege drinkfles geregen waar pindakaas op werd gesmeerd. Het idee was dat de muis in de emmer gekieperd zou worden wanneer hij op de fles zou staan om aan de pindakaas te likken. Het werkte inderdaad. |
| Bijen.     | Als tweede werd er een aangepaste versie van de bekende wespenvanger getoond die men uit een fles maakt. In plaats van dat de insecten zouden verdrinken in de vloeistof onder in de fles, werd er een papieren tissue doordrenkt van siroop om het insect te lokken en werd er een uitgang gemaakt waardoor het insect weer naar buiten kon. De constructie bleek ideaal voor insecten in huis; de uitgang kon namelijk door het raam gestoken worden waardoor de insecten naar buiten zouden vliegen en men geen last meer zou hebben van insecten in huis. |
| Katten.    | Als laatste werd er een diervriendelijke methode tegen katten getest. Hiervoor werd een watersproeier gebruikt die door middel van een bewegingssensor in- en uitgeschakeld kon worden. Doordat een kat langs het apparaat zou lopen, werd de sproeier geactiveerd, de kat natgespoten en daarmee afgeschrikt. Ook deze methode werkte goed. |

#### Koppen of Bukken → Kroonluchter
| Object        | Koppen of bukken? | Notities |
| ------------- | ----------------- | --- |
| Kroonluchter. | Bukken.           | In deze editie van de rubriek Koppen of Bukken was een kroonluchter het object dat ofwel gekopt ofwel waarvoor gebukt moest worden. Om te bepalen wat beter was, werd een paspop voorzien van een watermeloen als hoofd en werd er een kroonluchter vanaf een afstand richting dit geïmproviseerde hoofd geslingerd. Het hoofd werd vol geraakt en de schade was dermate ernstig dat de conclusie niets anders kon zijn dan dat het beter was om te bukken. |

#### Jongens vs Meiden → Inpakken en wegwezen
Bij deze jongens/meidentest werd gekeken wie er het beste konden inpakken.
| Uitdaging                                             | Winnaar    | Notities |
| ----------------------------------------------------- | ---------- | --- |
| Teamgenoot in een tas stoppen.                        | Meiden     | Bij de eerste test moesten de jongens en de meiden steeds één iemand in een tas stoppen en over een klein parcours heen trekken. De jongens gingen als eerste. Na 3'12" minuten hadden zij het voor elkaar. De meiden fiksten het reeds na 53 seconden. |
| Zo veel mogelijk kinderen in een kleine auto proppen. | Gelijkspel | Als tweede moesten de jongens en de meiden zo veel mogelijk kinderen in een kleine auto proppen. Zowel de jongens als de meiden kregen er 25 in. |
| Spullen redden bij brand.                             | Meiden     | Bij de finale moesten de jongens en de meiden uit een brandende kamer vol rook vijf dierbare spullen redden voordat de kamer zou zijn verbrand (T-shirt, game, foto, knuffel en trofee, binnen 2 minuten). De meiden hadden alle vijf de voorwerpen juist, de jongens namen echter een verkeerde foto mee en verloren hiermee de kans om een overall gelijkspel uit deze jongens/meidentest te slepen. |
| Uiteindelijke winnaar.                                | Meiden.    | Eindstand: 3-1. Getrokken conclusie: de meiden moet je zeker weten hebben als iemand je koffer moet inpakken omdat je snel moet wegwezen. |

#### De Bom → Dressoir
| Object    | Notities |
| --------- | --- |
| Dressoir. | Er werd een bom in een dressoirkast gestopt om te kijken of deze de vuurexplosie kon tegenhouden. Er stonden een aantal testpoppen omheen opgesteld die, door of ze al dan niet beschadigden bij de knal, een indicatie konden geven in hoeverre dit gebeurde. De conclusie was echter vernietigend; maar liefst zes paspoppen werden met de explosie mee opgeblazen. Geconcludeerd werd dat het zelfs beter zou zijn geweest om de bom gewoon op de grond te laten liggen. |

### Aflevering 16
Uitzenddatum: 23 april 2016

#### Maak je eigen home cinema set
In deze test werden getracht om een eigen thuisbioscoop te maken met goedkope materialen.
| Onderdeel    | Notities |
| ------------ | --- |
| Groot beeld. | Om een groot beeld te realiseren, werden een hoeveelheid oude, afgedankte televisietoestellen gebruikt. Ieder televisietoestel zou een gedeelte van het weer te geven beeld tonen (a.d.h.v. corresponderende dvd's) om zo het totaalplaatje compleet te krijgen. |
| Inschakelen. | Om te voorkomen dat de afzonderlijke beelden op de televisies ongelijkmatig zouden spelen doordat de afzonderlijke dvd's afzonderlijk van elkaar ingeschakeld zouden worden, werden de verschillende afstandsbedieningen van de dvd-spelers samengebundeld tot één grote afstandsbediening die, zodra hij werd ingedrukt, alle dvd's precies op hetzelfde moment zou kunnen inschakelen. |
| Goed geluid. | Tot slot werden er nog afgedankte luidsprekers aan deze geïmproviseerde thuisbioscoop gekoppeld die met elkaar garant stonden voor goed geluid. |

#### Koppen of Bukken → Bed
| Object | Koppen of bukken? | Notities |
| ------ | ----------------- | --- |
| Bed.   | Bukken            | Bij deze test werd er een bed vanaf een hoogte richting een paspop aan geslingerd, voorzien van een watermeloen als hoofd om eventueel hoofdletsel in beeld te brengen. Aanvankelijk miste het bed dit hoofd, maar naderhand werd het alsnog vol getroffen en liep het grote schade op. |

#### Jongens vs Meiden → Buschauffeur
Bij deze jongens/meidentest werd gekeken wie de beste buschauffeurs waren, de jongens of de meiden.
| Uitdaging               | Winnaar  | Notities |
| ----------------------- | -------- | --- |
| Ringsteken met een bus. | Jongens. | Aan een 12 meter lange bus werd een stok bevestigd waarmee de testteamleden drie keer de kans kregen om een ring te steken. De meiden staken uiteindelijk twee ringen, de jongens slaagden erin alle drie de ringen te steken. |
| Inparkeren.             | Jongens  | Voor de tweede deeltest werd een gelede bus gebruikt (lengte: 18 meter). Hiermee moesten de testteamleden een parcours afleggen waarbij ze achteruitrijdend moesten inparkeren. Langs het parcours stonden een aantal pylonen opgesteld die, wanneer ze omgetikt zouden worden, 30 seconden straftijd zouden geven. De meiden eindigden het parcours met 30 seconden straftijd, de jongens met 1 minuut. Eindtijden waren: 8'45” minuten voor de meiden tegen 6 minuten voor de jongens. |
| Een bocht nemen.        | Meiden   | Ten slotte moesten de testteamleden een 25 meter lange dubbelgelede bus vooruit over een parcours rijden met een grote bocht. Ook hier stonden pylonen langs het parcours die wederom 30 seconden straftijd zouden geven wanneer ze omgereden werden. Bovendien stond er één testteamlid in het achtergedeelte van de bus met bekertjes op een dienblad. Ook deze zouden straftijd opleveren als ze om zouden gaan. Alle bekertjes bleven staan, maar de pylonen werden wel geraakt. De meiden reden er één om en kregen daarvoor 30 seconden straftijd. De jongens reden maar liefst tien pylonen om, wat hen 5 minuten straftijd gaf. Dit gaf de meiden een zeer overweldigende winst in het laatste onderdeel: 1'50” minuten tegen 6'18” minuten. |
| Uiteindelijke winnaar.  | Jongens. | Eindstand: 2-1. Getrokken conclusie: de jongens zijn de beste buschauffeur. |

#### De Bom Van De Week → Kalkoen
| Object        | Notities |
| ------------- | --- |
| Kerstkalkoen. | Een bom werd in een kerstkalkoen gestopt om te kijken of deze de ontploffing kon absorberen wanneer deze af zou gaan. Om de kalkoen stonden een aantal testpoppen opgesteld die een indicatie zouden geven in hoeverre de knal geabsorbeerd zou worden, aan de hand van het aantal poppen dat nadien nog heel was. Er werden er slechts drie beschadigd. Geconcludeerd werd dat als men een kalkoen in de koelkast had liggen, het zeker waard zou zijn om deze op te offeren. |

### Aflevering 17
Uitzenddatum: 30 april 2016.
In deze laatste aflevering werd een compilatie vertoond van de beste fragmenten uit het elfde seizoen.

#### Bulletproof
Er werd begonnen met een compilatie uit de test Bulletproof (afl. 8).

#### Wat is sneller?
Dit werd gevolgd door een compilatie van de rubriek Wat is sneller?. De snel achter elkaar getoonde edities waren: de Drone vs Raket (afl. 9), Wat is sneller → Lucht vs Gas (afl. 12) en Domino of Vuur (afl. 1).

#### Slijptol
Hierna volgden de alternatieven toepassingen voor de slijptol, te weten de automatische bowlingbal (afl. 2) en schijfschieter (afl. 11).

#### Hoogvliegen
Als vierde werden werd de uitslag bekendgemaakt van de rubriek Hoogvlieger.
| # | Voorwerp        | Hoogte    |
| - | --------------- | --------- |
| 1 | Bungee elastiek | 11 meter  |
| 2 | Bom             | 7,5 meter |
| 3 | Wip             | 5+ meter  |
| 4 | Airbag          | 5 meter   |
| 5 | Trampoline      | 2 meter   |
| 6 | Vuurwerk        | 0 meter   |

#### Nederland vs
Ook voor de rubriek Nederland vs, die dat seizoen afwisselend met Jongens vs Meiden was gedaan, werd een compilatie getoond. Te zien was het servies kapotgooien tegen Griekenland (afl. 8) en het penalty's nemen in een met olie doordrenkt veld tegen Turkije (afl. 5).

#### Jongens vs Meiden
Vervolgens werd er ingezoomd op de verschillende jongens/meidentesten van de afgelopen serie. Als eerste werden er ook in dit geval weer hoogtepunten getoond, uit de J/M-tests Ontwijken (afl. 1) en Pompen of Verzuipen (afl. 3).
Na dit overzicht maakte presentatrice Rachel dat de jongens het afgelopen seizoen 11 van de 14 confrontaties hebben gewonnen. Daarmee haalden ze dit seizoen de totaaloverwinning binnen.

#### Auto- en Bikeproof
Het volgende onderdeel in de seizoenscompilatie was een montage van de tests Auto-Proof (afl. 1) en het vervolg Bikeproof (afl. 7).

#### Bom van de Week
De seizoenscompilatie werd afgesloten met hoogtepunten uit enkele edities van Bom van de Week. De langsgekomen edities waren: Vaatwasser (afl. 4), Bank (afl. 7), Matras (afl. 1) en Dressoir (afl. 15).

## Kijkcijfers zaterdagafleveringen
| Datum            | Aantal kijkers | Marktaandeel |
| ---------------- | -------------- | ------------ |
| 9 januari 2016   | 203.000        | 20,6%        |
| 16 januari 2016  | 209.000        | 18,1%        |
| 23 januari 2016  | 194.000        | 18,6%        |
| 30 januari 2016  | 135.000        | 12,5%        |
| 6 februari 2016  | 156.000        | 15,6%        |
| 13 februari 2016 | 183.000        | 20,0%        |
| 20 februari 2016 | 157.000        | 15,9%        |
| 27 februari 2016 | 135.000        | 12,7%        |
| 5 maart 2016     | 161.000        | 15,9%        |
| 12 maart 2016    | 86.000         | 8,6%         |
| 19 maart 2016    | 167.000        | 15,4%        |
| 26 maart 2016    | 122.000        | 12,6%        |
| 2 april 2016     | 146.000        | 16,3%        |
| 9 april 2016     | 104.000        | 12,9%        |
| 16 april 2016    | 132.000        | 13,5%        |
| 23 april 2016    | 145.000        | 15,2%        |
| 30 april 2016    | 88.000         | 10,2%        |